# Velsdorf
Velsdorf là một đô thị ở huyện Börde thuộc bang Sachsen-Anhalt, nước Đức. Đô thị Velsdorf có diện tích 6,78 km², dân số thời điểm ngày 31 tháng 12 năm 2006 là 197 người.